# Pieve di San Vigilio
La pieve di San Vigilio è un luogo di culto cattolico di Pieve, frazione di Porcia, in provincia di Pordenone e diocesi di Concordia-Pordenone; fa parte della forania dell'Alto Livenza.

## Storia
In base ai reperti ritrovati, si può dedurre che la primitiva chiesa sorse nel VI secolo; nell'VIII secolo l'edificio fu oggetto di una trasformazione, con la realizzazione di tre absidi.

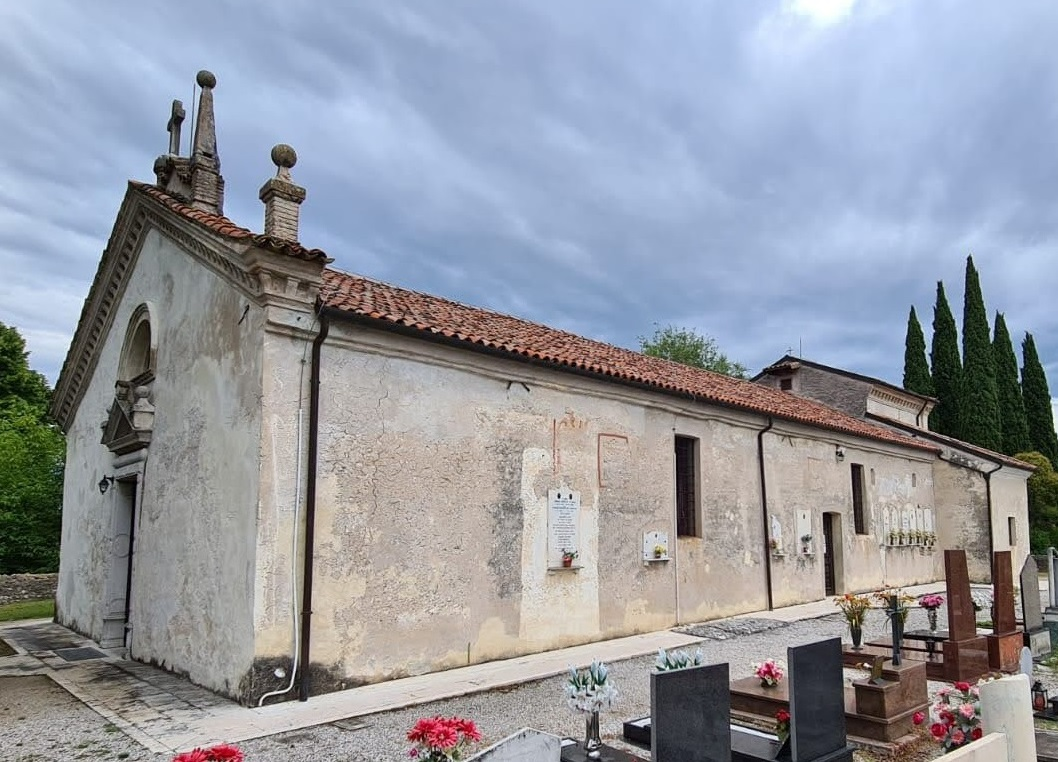
La pieve da un'altra angolazione

La chiesa è poi menzionata nella bolla di papa Urbano III del 1187, in cui sono elencate 39 pievi.
Alla fine del XV secolo la pieve venne danneggiata dai Turchi durante le loro invasioni; si rese pertanto necessario un generale intervento di ripristino.
Dalla relazione della visita del 1584 del vescovo di Parenzo Cesare Nores, si legge che la chiesa era dotata di quattro altari; nel Seicento si provvide a rimodellare la facciata e a costruire la nuova abside.
La struttura fu restaurata nel 1838, anche se nel 1873 essa risultava essere in stato di semiabbandono; la pieve venne nuovamente ristrutturata tra il 1938 e il 1939 e poi ancora nel 1948.
Nel 1994, in concomitanza con uno scavo archeologico, si provvide al rifacimento del pavimento.

## Descrizione

### Esterno
L'edificio sorge all'interno dell'antica centa, adibita a camposanto, su un terrapieno notevolmente rialzato rispetto al livello della campagna.
La facciata a capanna della pieve, che volge a occidente, è molto semplice. Al centro si apre il portale d'ingresso timpanato e una finestra di forma semicircolare delimitata da cornice; sotto agli spioventi del tetto vi è una fila di dentelli, mentre al di sopra sono presenti nel mezzo due volute ai lati delle quali si innalzano altrettanti pinnacoli.
Di fronte alla chiesa si erge il tozzo campanile a base quadrata, abbellito da lesene raccordate da archetti pensili; la cella presenta una monofora per lato ed è coperta dal tetto a quattro falde.

### Interno
L'interno dell'edificio si compone di un'unica navata, coperta dalle capriate lignee sorreggenti il tetto; al termine dell'aula si sviluppa il presbiterio, introdotto dall'arco santo, sopraelevato di tre gradini e chiuso dall'abside poligonale.
Qui sono conservate diverse opere di pregio, tra le quali un altare in legno policromo, costruito nel Settecento, l'acquasantiera, risalente al 1643, gli affreschi che rappresentano l'Ultima cena, San Nicolò e  San Cristoforo, dipinti nel XIII secolo, il Crocifisso ligneo, intagliato nel XVII secolo, e le raffigurazioni della Vergine di Loreto e di San Giovanni Battista, eseguite nel Seicento.